# Тикси (порт)
Порт Ти́кси — российский арктический морской порт, расположенный на побережье моря Лаптевых, губа Буор-Хая, бухта Тикси. Населённый пункт — посёлок Тикси Булунского улуса Республики Саха (Якутия).
Через Тикси осуществляется ввоз продовольственных и промышленных товаров, стройматериалов, топлива и оборудования, происходит перевалка грузов с морских судов для населённых пунктов на берегах рек
Хатанга, Оленёк, Яна, Индигирка, Колыма. Вывозится лес и пиломатериалы. Между портом Тикси и посёлком Усть-Куйга по реке Яна и по реке Лена до Якутска организована грузопассажирская линия.

## Производственная инфраструктура
В настоящее время в порту используются 8 сухогрузных причалов и 2 вспомогательных, остальные выведены из эксплуатации из-за ветхости. Нефтеналивной причал представляет собой 2 затопленных лихтера в виде буквы «Т».
Для хранения грузов используются 3 крытых склада общей площадью 3,8 тыс. м² и 17 открытых площадок общей площадью 52,95 тыс. м². Ёмкость резервуаров под нефтепродукты составляет 38 тыс. тонн.
Порт оснащён 9 портальными кранами r/п до 32 т, 2 плавкранами, 2 гусеничными г/п до 25 т, мостовым контейнерным краном для складских грузовых операций, автопогрузчиками, ролл-трейлерами, бульдозером. 2 тягачами «Терберг», 50 автомашинами.
В состав имеющегося портофлота входят грузовые и пассажирские суда, буксиры, а также сухогрузы, задействованные для добычи и перевозки песка. Действует судоремонтная база и водолазная станция.

## Грузооборот
| 54,8 | 95,0 | 94,1 | 103,6 | 12,3 | ▼0,0 | ▼0,0 | ▼0,0 | ▲19,9 | ▼0 | ▲39,4 | ▲40,3 | ▲55,5 | ▲358,4 | ▲420 | ▲670,8 |

## Терминалы
Общее количество причалов — 2.
Основные операторы морских терминалов:
- Морской порт Тикси — 2 (универсальный терминал)

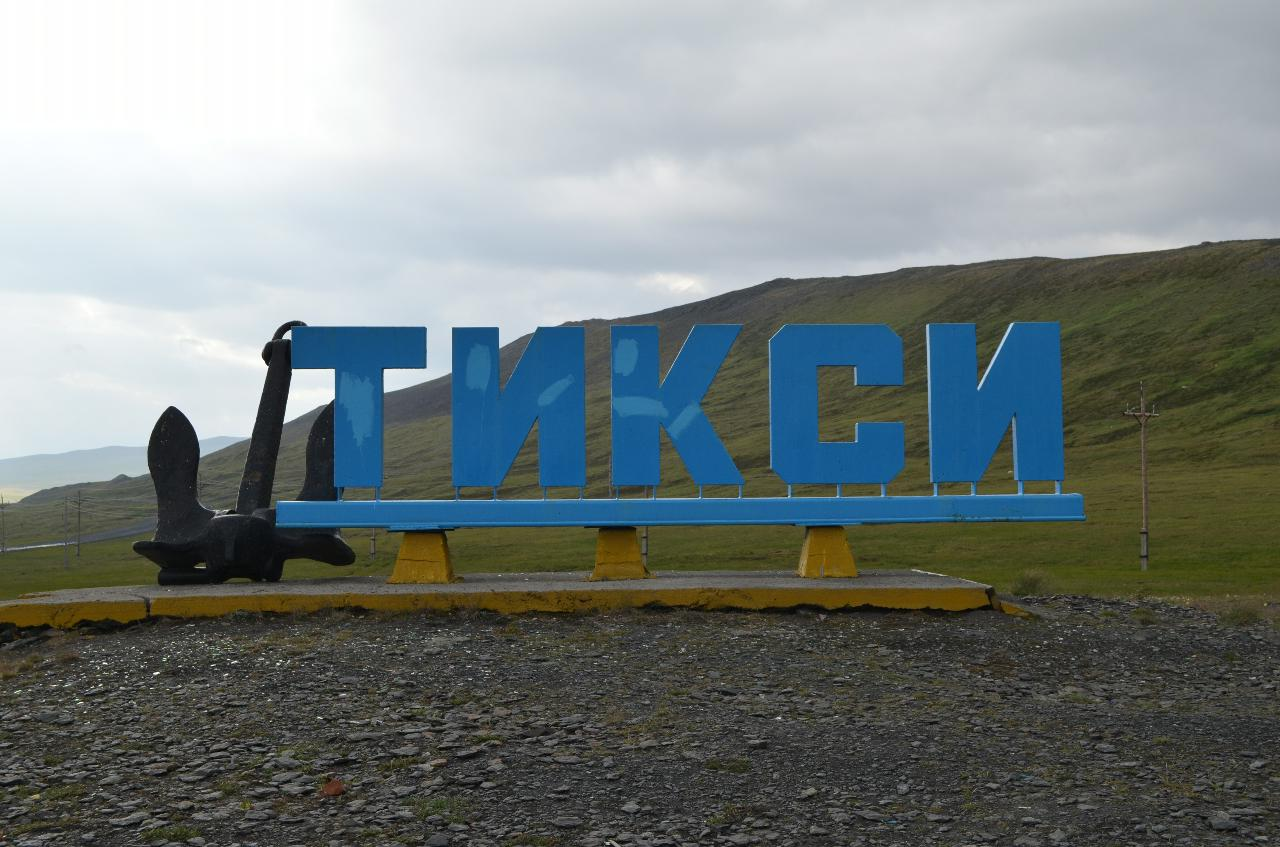
Якорь Холла как часть въездного знака Тикси